# Milk and Toast and Honey
Milk and Toast and Honey è una canzone pop scritta da Per Gessle per il duo svedese Roxette, pubblicata nel 2001 nell'album Room Service.

## Il Singolo
Milk and Toast and Honey è il terzo ed ultimo singolo estratto dell'album Room Service, settimo album registrato in studio dal duo pop svedese Roxette. Il singolo è stato pubblicato in CDS e in Enhanced CD (Maxi).

## Tracce
CDS
1. Milk and Toast and Honey (Per Gessle) - 4:03
2. Milk and Toast and Honey [Tits & Ass Demo, August 2 & 3 1999] - 4:20

Maxi, Enhanced CD
1. Milk and Toast and Honey - 4:03
2. Milk and Toast and Honey [Active Dance Remix] - 3:49
3. Milk and Toast and Honey [Shooting Star Treatment] - 4:18
4. Milk and Toast and Honey [Tits & Ass Demo, August 2 & 3 1999] - 4:20
5. Real Sugar [Video] - 3:54

12", uso promozionale
- Lato A

1. Milk and Toast and Honey [Active Dance Mix Extended] - 6:11
2. Milk and Toast and Honey [Active Dance Mix Version #2] - 3:49

- Lato B

1. Milk and Toast and Honey [Shooting Star Treatment] - 4:18
2. Milk and Toast and Honey [Active Dance Mix] - 4:20

- - 12" del Regno Unito.

## Il Video
Il video di Milk and Toast and Honey è stato diretto da Jesper Hiro, ed è stato girato a Stoccolma, nel 2001, tra il 2 ed il 3 maggio.